# تسایتلارن
تسایتلارن (به آلمانی: Zeitlarn) یک شهر در آلمان است که در بایرن واقع شده‌است.

## خصوصیات
تسایتلارن ۱۶٫۱۱ کیلومترمربع مساحت دارد ۳۳۳ متر بالاتر از سطح دریا واقع شده‌است.